# Tecomatán
Tecomatán es una localidad del estado mexicano de Michoacán. Es parte del municipio de Pajacuarán.

## Toponimia
El nombre «Tecomatán» proviene de los términos en náhuatl: tecomatl, tecomate; tlan, lugar de abundancia. Su significado es «Lugar donde abundan los tecomates».

## Demografía
| Gráfica de evolución demográfica |
|                                  |

| Censo | Población |
| ----- | --------- |
| 1900  | 238       |
| 1910  | 314       |
| 1921  | 433       |
| 1930  | 472       |
| 1940  | 523       |
| 1950  | 700       |
| 1960  | 978       |
| 1970  | 1214      |
| 1980  | 1330      |
| 1990  | 1642      |
| 2000  | 1251      |
| 2010  | 1096      |
| 2020  | 1055      |